# Zone d'emploi et de développement économique
Une zone d'emploi et de développement économique (en espagnol : Zona de empleo y desarrollo económico) ZEDE, est un type de division administrative à statut spécial du Honduras, disposant d'un haut niveau d'autonomie en matière civile, socio-économique et financière.

## Histoire
Les « régions spéciales de développement » (en espagnol : Regiones especiales de desarrollo) ou RED sont imaginées en 2010 sous la présidence de Porfirio Lobo pour être similaires aux régions administratives spéciales de Chine comme Hong Kong. La loi constitutionnelle nécessaire à leur création est adoptée par le Congrès national en juillet 2011.
Le 30 janvier 2013, le Congrès adopte les réformes constitutionnelles nécessaires suivies de la loi organique créant les ZEDE le 12 juin suivant.
En avril 2022, sous la présidence de Xiomara Castro, le Congrès national abroge à l'unanimité les réformes constitutionnelles et les lois qui ont créé le régime des ZEDE. Cependant, les trois zones en activité (Próspera, Morazán et Orquídea) bénéficient de droits acquis qui leur permettent de poursuivre leurs activités pendant une période de cinquante ans, conformément à leurs contrats de stabilité juridique, à l'article 45 de la loi organique de la ZEDE et au traité bilatéral d'investissement conclu entre le Honduras et le gouvernement du Koweït.

## Statut
Les ZEDE sont destinées :
- à réduire la pauvreté par le libre marché ;
- à créer de la richesse ;
- à créer de l'emploi et donc développer le pays.

Les ZEDE sont autonomes, disposent d'une personnalité juridique propre, de leur propre système public, leurs lois et leurs tribunaux. Les ZEDE demeurent sur le territoire du Honduras duquel elles ne peuvent faire sécession. Le drapeau, les armoiries et l'hymne honduriens y sont seuls présents.
Les ZEDE établissent leurs propres règles d'immigration.
Toute modification de leur statut doit être soumis à un référendum dans chaque ZEDE après un vote du Congrès aux deux tiers.
La législation hondurienne sur les eaux territoriales, traitant de la drogue, relative au blanchissement d’argent, aux génocides, au terrorisme, à la pédophilie et au crime organisé est seule appliquée dans les ZEDE.
Les ZEDE garantissent la liberté religieuse et ont leur propre système social et scolaire.

## Économie
Les ZEDE déterminent leurs propres taxes, peuvent seulement créer un impôt faible afin de promouvoir l'économie de marché et attirer les investisseurs. Les taxes sont soumises à l'accord du Congrès. Les taxes sur les personnes de faible revenu ne peuvent excéder 12 % du revenu net imposable. L'impôt sur le revenu des particuliers ne peut selon la loi dépasser 16 % du revenu net imposable. La taxe sur la vente ne peut excéder 5 % de la transaction. Les ZEDE sont en outre autorisées à conclure des accords pour éviter la double imposition. Elles peuvent s'endetter si elles le souhaitent et l'État hondurien ne peut s’opposer en rien à cela. La libre circulation des biens est obligatoire. Elles émettent leurs propres certificats pour le commerce.